# Łyse
Łyse ist ein Dorf und Sitz der gleichnamigen Gemeinde im Powiat Ostrołęcki der Woiwodschaft Masowien, Polen.

## Gemeinde
Zur Landgemeinde Łyse gehören 21 Ortsteile mit einem Schulzenamt:
Antonia
Baba
Dawia
Dęby
Dudy Puszczańskie
Grądzkie
Klenkor-Wyżega
Lipniki
Łączki
Łyse
Piątkowizna
Plewki
Pupkowizna
Serafin
Szafranki
Tartak
Tyczek
Warmiak
Wejdo
Zalas
Złota Góra